# Slopestyle
Slopestyle é uma modalidade do snowboarding e do Esqui que consiste em manobras sobre caixas (box) e trilhos (rail); e rampas.